# Mathurin Gabaret
Pour les autres membres de la famille, voir famille Gabaret.
Mathurin Gabaret, deuxième du nom, né vers 1600 à Saint-Martin-de-Ré, sur l'île de Ré, et décédé le 22 septembre 1671 à Barèges, Pyrénées, est un officier de marine français et corsaire du XVIIe siècle.

## Biographie

### Origines: la famille Gabaret, une famille d'officiers de marine
Les origines familiales des Gabaret dit de l’île de Ré restent obscures. Selon l’abbé Devert, les Gabaret descendent des vicomtes de Gabarret de Gabardan une famille noble depuis le XIe siècle originaire des Landes. Ces Gabaret du Lauragais se seraient appauvris lors des guerres du XIIIe au XVe siècle ils commenceraient à armer des navires dès cette date. Vers 1550, une branche s’installe sur l’île de Ré, l'autre sur l'île d'Oléron.
Le lien entre les deux lignées de Gabaret n'est pas précisément établi. L'hypothèse communément admise fait coexister à la fin du XVIe siècle et au début du XVIIe siècle deux frères Gabaret installés, l'un, Mathurin, sur l'île de Ré, l'autre, Louis, sur l'île d'Oléron. Les lettres d'anoblissement de Louis Gabaret, natif de Saint-Denis-d'Oléron, le désignent comme un cousin de Mathurin Gabaret, né à l'île de Ré.  
Mathurin Gabaret naît en ou aux alentours de 1600, sans doute à Saint-Martin de Ré. On sait peu de choses sur ses parents. Pour l’abbé Devert et René Carbonnet, il est fils ainé de Mathurin Gabaret, premier du nom, un marchand bourgeois catholique armateur de navire. Il serait ainsi propriétaire en 1630 de la barque Gabrielle partie de La Rochelle pour l’Irlande.

### Jeunesse et débuts
Mathurin Gabaret commence son apprentissage en mer dès l'âge de douze ans sur les navires de son père. monte à l’adolescence sur un des navires de son père. Mais il choisit une autre vocation. À partir des années 1620 commence l’émergence d’une marine militaire française sous l’impulsion du duc de Vendôme puis du cardinal de Richelieu. Ainsi, en 1621, on trouve Mathurin Gabaret comme enseigne de vaisseau sur Le Saint-Louis de Nantes, de 400 tonneaux armés de 32 canons, placé sous le commandement d’Isaac de Razilly. La commission d’enseigne de vaisseau est alors rare et temporaire. Ce qui fait que l’on retrouve donc Mathurin Gabaret ayant cette fonction en 1622 et en 1625 mais on ne sait rien sur 1623-1624. En 1626, il est sur Le Vanguard et en 1627-1628 sur La Licorne toujours sous Isaac de Razilly. En 1629, il est nommé lieutenant de vaisseau toutefois il ne participe pas à la campagne du Maroc.

### Carrière dans la Marine royale

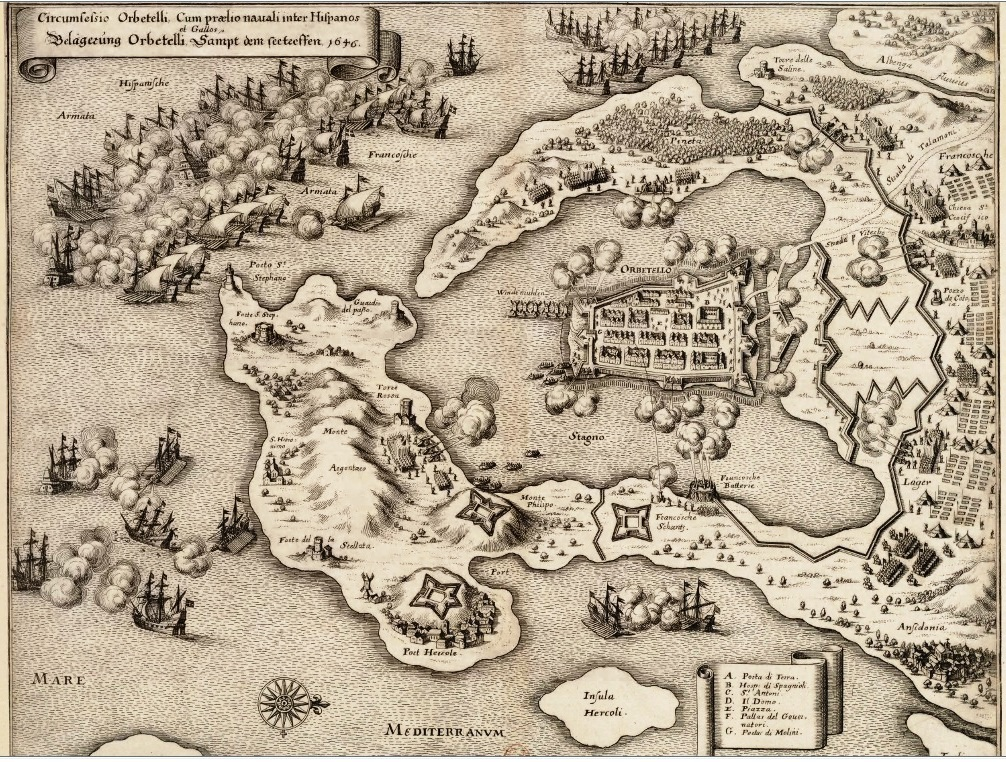
Bataille navale et siège d'Orbitello (1646)

En 1630, il chasse les pirates des côtes et, en 1631, il aide Infreville dans son enquête puis en fin d’année il est capitaine d’un « dragon volant ». Après on ne sait rien encore de son activité pendant quatre ans. Dirige-t-il des navires de commerce ? Sans doute, mais faute de preuve on ne peut l’affirmer. Cela lui est possible étant donné que les commissions d’officiers sont temporaires. En 1636, il est capitaine du vaisseau Les Trois Moulins de 300 tonneaux (ou de la frégate la Gasconne, selon d'autres sources). En 1638, il se trouve sur La Grande Frégate de Brest avec laquelle il participe à la force qui repousse le raid de Melchior de Barja sur Saint-Tropez. Puis en 1639 et en 1640, il se trouve sur La Princesse une frégate espagnole prise en 1638. Il se distingue à la bataille devant Cadix en 1640. En 1643, à la tête du Saint-Charles, il est défiguré lors du combat devant Carthagène. En 1646, il est capitaine du Saint-Jacques, un navire dunkerquois capturé l’année auparavant. Mathurin embarque son fils Jean avec lui comme enseigne. Il participe à la bataille d'Orbitello. En 1647, il embarque à son bord Louis, treize ans, un parent. Ensemble ils combattent et brûlent trois navires espagnols devant Castellamare. En 1648, Mathurin avec Jean et Louis sont à bord sur La Lune puis en 1649 Le Navire Flamand.
Comme dans bien des cas, les relations familiales sont capitales pour avoir un emploi, prendre du service et apprendre le métier. Ici encore, il subsiste des lacunes où l’on n'a aucune information sur l’emploi exercé par Mathurin Gabaret. Cela laisse libre choix aux suppositions et aux hypothèses. Ainsi dans les archives espagnoles, il est mentionné un « Gabaru » agissant comme flibustier dans les années 1641-1642. Il est fort possible que ce Gabaru soit Mathurin Gabaret car les eaux américaines ne lui étaient pas inconnues. De nombreux français naviguaient dans ces eaux sous drapeaux français ou étrangers notamment hollandais. Ainsi dans les années 1640, De Ruyter effectue plusieurs escales à La Rochelle avant de partir vers l’Afrique et les Antilles. Ainsi, Jacques et Job Forant servent sur les flottes hollandaises de la VOC entre 1639-1648. 
Cette hypothèse de Mathurin agissant comme flibustier se confirme par l’expédition qu’il mène en 1650. Il arme en cette année Le Phénix de 350 tonneaux et de 30 canons, Jean est alors lieutenant et Louis enseigne. Après la campagne contre les révoltés de Bordeaux, ils partent en campagne dans les Indes occidentales. Son armement est un armement en course. Mathurin finance une partie de l’armement: il possédait au début de l’année la moitié l’autre étant à Edouard Gould, marchand irlandais, il lui rachète sa part le 11 août et le 11 septembre partage l’armement avec Noël Poitel. Il fait radouber ce navire avant la campagne par Pierre Moreau, maître charpentier, pour 450 livres par acte du 22 octobre 1650 et quitte La Rochelle avant le mois de décembre 1650. Il dirige son champ de chasse sur le golfe du Mexique où il semble être très actif allant jusqu’à couler un navire espagnol qui s’était réfugié à Sainte-Marthe. Il fait une ou plusieurs escales au Canada comme semble l’indiquer Nicolas Denys qui en parlant du Cap Salle en Acadie dit « en y passant en 1651, j’y rencontrai Monsieur Gabaret, capitaine pour le Roy en la Marine qui était mouillé et revenait de course dans le Golfe de Mexique ». Il ne retourne à La Rochelle qu’en octobre 1652.
En 1653, Mathurin se retrouve sur La Lune qu’il a dirigé en 1648. Il rencontre près d’Arcachon quatre frégates espagnols, il en prend trois mais il perd une frégate commandée par Queretat. 
En 1655, il semble avoir entrepris une autre expédition aux Antilles contre les Espagnols en association avec le marquis de La Roche, continuant cependant de harceler ces derniers de l'autre côté de l'Atlantique. Pendant cette expédition, il fait fonction de chef d’escadre et lors de la naissance de son petit-fils Jean, en 1656, il est indiqué étant chef d'escadre de la province de Guyenne. Cette pratique est courante à cette époque de la marine de Louis XIV. Des officiers émérites sont désignés chef d’escadre par lettre patente à titre temporaire car seuls les commissions délivrées par le Grand-maître de la navigation donnent droit à une fonction définitive. Ainsi que Mathurin Gabaret ne recevra une commission que le 30 avril 1663 qui sera confirmée le 12 novembre 1669 par le Roi à la suite du décès du dernier Grand-maître de la navigation, le duc de Beaufort, et le rétablissement de la dignité d'Amiral de France. 

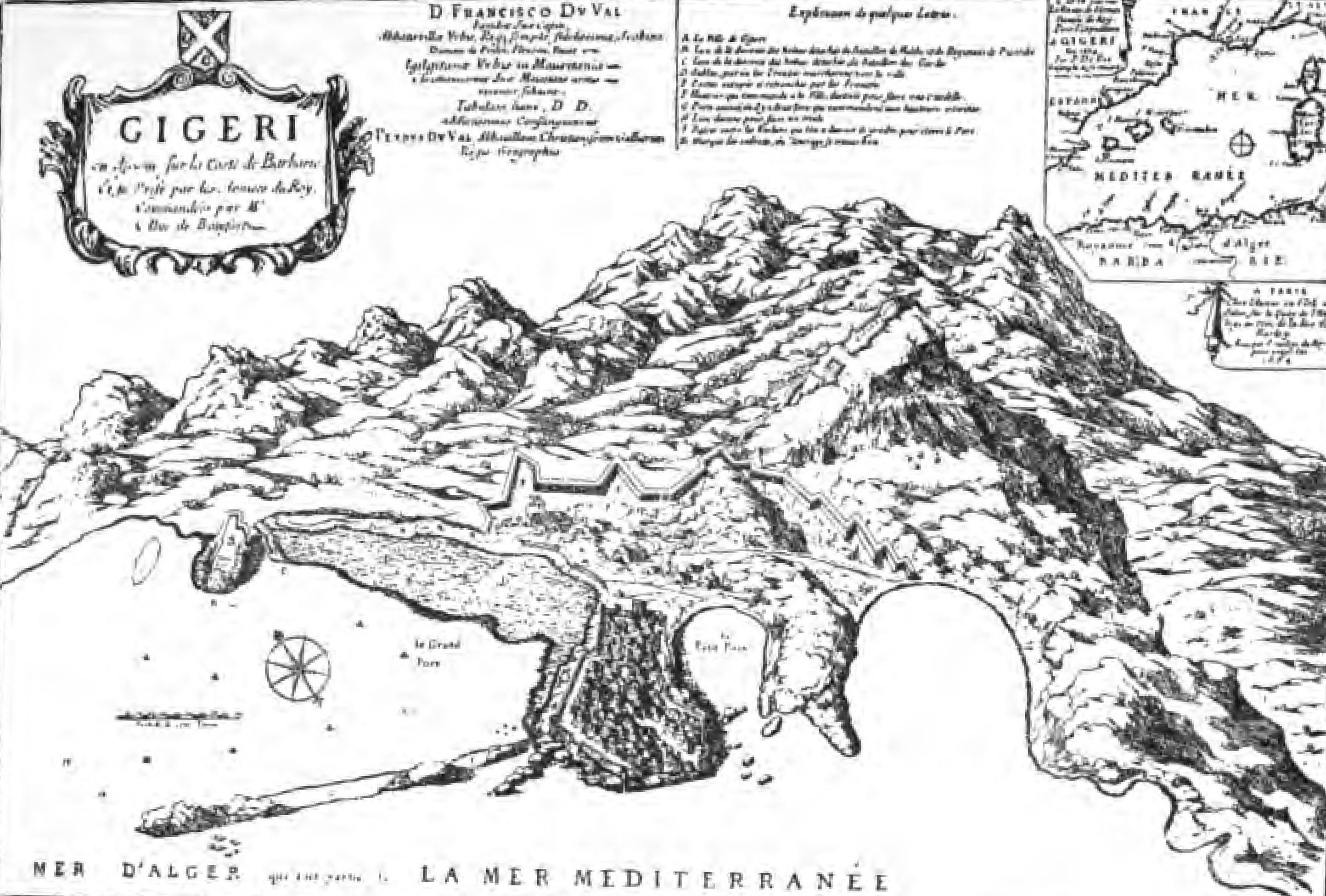
Carte de Djidjelli (alias Gigeri), 1664.

En 1657, il arme et dirige La Française avec Jean comme capitaine en second, Louis (22 ans) lieutenant et Nicolas (15 ans) sont sur le navire. Avec trois autres vaisseaux et deux brûlots (capitaines Rabesnières-Treillebois, Martel du Parc, Louis Pasdejeu et Guillaume d'Alméras, Ithier Guillon et Nicolas Gargot pour les brûlots) ils amènent l’ambassadeur au Portugal, du grain à Roses et s’emploient à chasser les Barbaresques. Il rencontre près de l’île d'Elbe deux navires dont il en coule un. De 1658 à 1664, Mathurin emploiera avec lui tous ses fils, Jean, Nicolas et Mathurin II depuis 1659 à l’âge de 15 ans. La paix conclue avec l'Espagne, il est promu chef d'escadre (30 novembre 1663). Il participe notamment à l’attaque de Djidjelli en 1664. En récompense de ses états de services, il est anobli le 26 avril 1665 ainsi que ses fils. 
En 1667 il commande le Vendôme. Il navigue jusqu’en 1670 mais, en 1671, il tombe malade. Il s’en va prendre les eaux à Barèges. Il rédige son testament le 21 septembre 1671 à Dax devant maître Cassagne et meurt le lendemain. Il est enterré dans la ville le 23 septembre.

## Mariage et descendance
Le 2 juin 1630, il épouse Marie Resnier ou Regnier du Clos fille de Gabrielle Lefebure et de Jean Régnier du Clos qui en 1636 servira comme capitaine de marine du roi. Est présent lors de ce mariage François Gabaret de la branche Saint-George d’Oléron capitaine de vaisseau en 1625 . 
- Jean Gabaret

Il se remarie par la suite le 2 novembre 1640 avec Marie Baron (morte avant 1654), fille de Michel et de Catherine Jamon d’où deux fils: 
- Nicolas de Gabaret né le 11 août 1641
- Mathurin III Gabaret né et baptisé le 4 janvier 1644

Son fils Jean est l'un des grands marins du règne de Louis XIV et finira lieutenant général, ses deux autres fils seront l'un capitaine de vaisseau, et l'autre, Nicolas, gouverneur de Saint-Domingue. Dans la génération suivante, Jules, fils de Jean atteindra le grade de capitaine de vaisseau en 1693.

### Sources et bibliographie
- Abbé Michel Devert, Mathurin Gabaret chef d’escadre 1600 (?)-1671, Mezos, 1994, 123 p. (OCLC 221015626)
- René Carbonnet, Mathurin Gabaret 1600-1671, Aulnays-sous Bois, 1987
- Jean-Pierre Moreau, Pirates : Flibuste et Piraterie dans la Caraïbe et les Mers du Sud 1522-1725, Tallandier, 2006, 478 p.
- Marquis de Villette-Mursay (préf. introduction et présentation par Michel Vergé-Franceschi), Mes Campagnes de Mer sous Louis XIV, Paris, Tallandier, 1991, p. 465
- Michel Vergé-Franceschi, Les officiers généraux de la marine royale : 1715-1774, Paris, La Librairie de l’Inde, 1990, 3547 p., 7 volumes (ISBN 2-905455-04-7)Thèse de doctorat d’État ès lettres, Paris X-Nanterre, 1987
- Hubert Garnier, Marins de France au combat 1610-1715, t. 2, Paris, Éditions France-Empire, 1994, 431 p. (ISBN 978-2-7048-0726-0 et 2-7048-0726-4)
- Roberto Barazzutti, « Les officiers de la marine de guerre française au milieu du XVIIe siècle (1643-1669) », Chronique d’Histoire Maritime, vol. I, no 39,‎ 1999, p. 13-20
- Roberto Barazzutti, Deux campagnes de course en Amérique dans les années 1650 : le capitaine Mathurin Gabaret et le chevalier Thimoléon Hotman de Fontenay (lire en ligne)
- Philippe Hrodej, Gilbert Buti, Dictionnaire des corsaires et des pirates, CNRS éditions, Paris, 2013,  (ISBN 978-2-271-08060-8) ; 990p.